# Dann Gallucci
Dann Gallucci es un estadounidense nacido el 31 de marzo de 1975.es un guitarrista, compositor, productor, músico e ingeniero de audio estadounidense uno de los fundadores de la banda de indie rock Modest Mouse.
Nacido y criado en el noroeste del Pacífico, Gallucci conoció a Isaac Brock de Modest Mouse en Seattle, Washington en 1993, tocando la guitarra con la banda de forma intermitente antes de unirse a tiempo completo para grabar varios sencillos que finalmente aparecerían en el álbum Sad Sappy Sucker, lanzado por el sello discográfico independiente K Records en 2001.
A mediados de los noventa tocó con varios grupos de Hardcore como Death Wish Kids o Area 51, The Murder City Devils y Cold War Kids. En 1995 formó The Hookers junto a sus futuros compañeros de The Murder City Devils .Actualmente toca con A Gun Called Tension.
Aparece en el film independiente "The Edge Of Quarrel" (Punks contra Straight Edges) interpretando a Chance, el líder de los Punks.

## Discografía

### DEATH WISH KIDS
- There's Nothing In School 7" (1996)
- Demos 7" (2000)

### AREA 51
- Area 51 7" (1994)
- Discography LP (1998)

### THE HOOKERS
- The Hookers LP/CD (2003)

### THE MURDER CITY DEVILS
Álbumes:
- The Murder City Devils LP/CD - 1997
- Empty Bottles, Broken Hearts LP/CD - 1998
- In Name and Blood LP/CD- 2000
- Thelema 10"/CD - 2001
- R.I.P. 2LP/CD - Álbum en directo, 2003

Sencillos
- Three Natural Sixes - 1997
- Dance Hall Music - 1997
- Dancin Shoes - 1998
- Christmas Bonus Single - 1998
- Murder City Devils/Botch Split (Banda sonora para el film The Edge of Quarrel) - 1999
- Murder City Devils/Gluecifer Split - 1999
- Murder City Devils/At The Drive-In Split - 2000

### MODEST MOUSE
- Good News for People Who Love Bad News LP/CD (2004)
- Float on Single (2004)
- Ocean Breathes Salty (2004)

### THE JOHN AND SPENCER BOOZE EXPLOSION
- The John and Spencer booze explosion CD (2003)

### A GUN CALLED TENSION
- A gun called tension 12" (2006)
- Leonard Cohen tribute split 7" (2006)